# 前119年
| 千纪： | 前1千纪 |
| 世纪： | 前3世纪 \| 前2世纪 \| 前1世纪                                                                                         |
| 年代： | 前140年代 \| 前130年代 \| 前120年代 \| 前110年代 \| 前100年代 \| 前90年代 \| 前80年代                                 |
| 年份： | 前124年 \| 前123年 \| 前122年 \| 前121年 \| 前120年 \| 前119年 \| 前118年 \| 前117年 \| 前116年 \| 前115年 \| 前114年 |
| 纪年： | 西汉元狩四年 |

## 大事记

### 中国
- 漠北之戰，汉武帝令卫青、霍去病击匈奴，越離侯山，渡弓閭河，與匈奴左賢王部隊接戰，殲敵70,443人，俘虜匈奴屯頭王和韓王等3人及將軍、相國、當戶和都尉等83人，乘勝追殺至狼居胥山（今蒙古人民共和國北部肯特山），在狼居胥山舉行了祭天封禮，一直攻擊至翰海（今俄羅斯貝加爾湖），方才回兵；衛青西出定襄，跨過沙漠後與以逸待勞的匈奴伊稚斜單於部相遇，利用武鋼車陣擊潰匈奴主力，掩殺至匈奴要塞趙信城後將其搗毀。匈奴從此無力對漢朝造成大的戰略威脅。
- 漢武帝命張騫為中郎將，再度出使西域，執行聯合烏孫以「斷匈奴右臂」的外交政策，但當時烏孫國已經分裂，而且烏孫人對漢朝還不瞭解，所以張騫並沒有得到滿意的答覆。此後，張騫派遣副使，對烏孫周邊地區大宛、康居、大月氏、安息、身毒、于闐、扞罙（今新疆于田克里雅河東）等進行外交活動。
- 漢武帝又下令重新鑄造三銖錢，並造白鹿皮幣和白金三品。為了抑制盜鑄，漢武帝還頒佈了盜鑄金錢者死罪令。此次改革是漢武帝歷次幣制改革中動作較大的一次。

## 逝世
- 李廣